# チョ・ウンビョル
チョ・ウンビョル（英語: Eun-Byul Cho, 1987年11月27日 - ）は、大韓民国ソウル特別市出身の女性フィギュアスケート選手(女子シングル)。
2004年四大陸フィギュアスケート選手権韓国代表。

## 主な戦績
| 大会/年                 | 2002-03 | 2003-04 |
| ----------------------- | ------- | ------- |
| 四大陸選手権            |         | 25      |
| 韓国選手権              |         | 4       |
| JGPスケートブレッド     |         | 21 J    |
| JGPベオグラードスパロー | 17 J    |         |

- J = ジュニアクラス

### 詳細
| 2003-2004 シーズン   |                                                    |    |    |      |
| 開催日               | 大会名                                             | SP | FS | 結果 |
| 2004年2月19日 - 25日 | 2004年四大陸フィギュアスケート選手権（ハミルトン） | 25 | -  | 25   |
| 2003年10月9日 - 12日 | ISUジュニアグランプリ スケートブレッド（ブレッド） | 26 | 19 | 21   |

| 2002-2003 シーズン   |                                                              |    |    |      |
| 開催日               | 大会名                                                       | SP | FS | 結果 |
| 2002年9月12日 - 14日 | ISUジュニアグランプリ ベオグラード・スパロー（ベオグラード） | 19 | 17 | 17   |